# Charlit Dae
Charlit Daecharkhom ist ein US-amerikanischer Schauspieler, Stuntman und Stunt Coordinator.

## Leben
Dae ist thailändischer Herkunft. Über Stunt Performance fand er den Weg ins Schauspiel. Dae bildet außerdem Stuntleute aus. Erste Besetzungen hatte er in Nebenrollen in Spielfilmen und Kurzfilmen. Von 2017 bis 2018 war er in drei Episoden der Fernsehserie The Dawning in der Rolle des Hydra zu sehen. Eine größere Filmrolle übernahm er 2019 in dem Katastrophenfilm San Andreas Mega Quake, wo er Sergeant Chai darstellte. 2020 folgte eine Episodenrolle in Westworld. Seit demselben Jahr stellt er die Rolle des Ram in der Fernsehserie Pretty Dudes dar.

## Filmografie

### Schauspiel
- 2016: Dead Redux
- 2017: The Assignment (Kurzfilm)
- 2017: The Immortal Wars
- 2017: Colored Hearts (Kurzfilm)
- 2017: Pretty Dudes: How We Break (Kurzfilm)
- 2017: Just Between You and Me (Fernsehserie, Episode 1x03)
- 2017: Mixed (Kurzfilm)
- 2017: Level III (Kurzfilm)
- 2017: XY
- 2017–2018: The Dawning (Fernsehserie, 3 Episoden)
- 2018: Create Strength (Kurzfilm)
- 2018: The Wasteland (Kurzfilm)
- 2018: NerdGirls (Kurzfilm)
- 2018: StoneGuard (Kurzfilm)
- 2018: Shinobi No Kikan (Kurzfilm)
- 2018: Home Sweet Home (Kurzfilm)
- 2018: Apocalyptic Valkyries (Kurzfilm)
- 2019: The Immortal Wars: Resurgence
- 2019: San Andreas Mega Quake
- 2020: Heavenquest: A Pilgrim’s Progress
- 2020: Westworld (Fernsehserie, Episode 3x04)
- 2020: Apartment 391 (Kurzfilm)
- 2020: Jaeger (Kurzfilm)
- 2020: Pain Killers (Kurzfilm)
- 2020: Lumpia with a Vengeance
- seit 2020: Pretty Dudes (Fernsehserie)
- 2021: Street Fighter: Legends (Fernsehserie)

### Stunts
- 2015: Hush Up Sweet Charlotte
- 2015: Hush (Kurzfilm)
- 2016: Dead Redux
- 2017: Mixed (Kurzfilm)
- 2018: Create Strength (Kurzfilm)
- 2018: Kickboxer: Die Abrechnung (Kickboxer: Retaliation)
- 2018: The Wasteland (Kurzfilm)
- 2018: Vindicta (Kurzfilm)
- 2018: Home Sweet Home (Kurzfilm)
- 2020: The N.A.R.K
- 2020: Lumpia with a Vengeance
- 2021: Twisting Tiger (Kurzfilm)